# 15歳、アルマの恋愛妄想
『15歳、アルマの恋愛妄想』（Få meg på, for faen）は、2011年のノルウェーのコメディ映画である。原作はオーラウグ・ニルセンの小説である。

## あらすじ
ノルウェー西部の架空の小さな街を舞台とし、性に目覚める15歳の少女のアルマが描かれる。

## キャスト
- ヘレーネ・ベルグスホルム（ノルウェー語版、英語版） - アルマ
- ヘンリエッテ・ステーンストルプ（ノルウェー語版） - アルマの母
- マーリン・ビョルホフデ - サラ
- ベアテ・ステフリング - イングリット
- マティアス・ミーレン - アルトゥール
- ラース・ノルトヴェイト・リスタウ
- ジョン・ブレイクリー・デヴィック（ノルウェー語版）
- ユリア・バケ＝ヴィーク（ノルウェー語版）
- フィン・トクヴァン（ノルウェー語版）

## 評価
Rotten Tomatoesでは42件のレビューで93%の支持率となっている。
2011年のトライベッカ映画祭で脚本賞を受賞した。